# Szfingolipidek

Általános szfingolipid-szerkezet. Az eltérő molekularészek eltérő alcsoportokat jelentenek: hidrogén esetén ceramidokat, foszfokolin esetén szfingomielineket, szacharidok esetén glikoszfingolipideket.

A szfingolipidek a sejtmembrán fontos összetevői, és a poláris lipidek vegyületosztályába tartoznak. A glicerinalapú foszfogliceridekkel szemben a szfingolipidek egy telítetlen aminoalkoholon, a szfingozinon alapulnak.

## Szerkezete
A hosszú láncú szfingoid bázisok a szfingolipidek de novo szintézisének első végső termékei élesztőben és emlősökben is. Ezek, a fitoszfingozin és a dihidroszfingozin (más néven szfinganin, de e terminus ritkább) főleg C18-vegyületek, valamivel kevesebb C20-bázissal. A ceramidok és glükoszfingolipidek ezek N-acilszármazékai.
A szfingolipidek O-kötöttek lehetnek egy fejcsoporthoz, például etanolaminhoz, szerinhez vagy kolinhoz.
A vegyület váza amidkötéssel kapcsolódik acilcsoporthoz.

## Tulajdonságai

Szfingolipidekkel összefüggő betegségek (szfingolipidózisok)

A szfingolipidek gyakoriak az idegszövetben, ahol fontos szerepet játszanak a sejtkommunikációban és sejtközi kölcsönhatásokban. Az eukarióta sejtmembránok fontos lipidjei közé tartoznak a glicerofoszfolipidek, a koleszterin és a szfingolipidek (foszfo- és glikoszfingolipidek). Feladatuk a sejtmembránok felépítése, fluiditásuk szabályozása, valamint a sejtközi felismerő folyamatokat is magyarázhatják. A klinikai-orvosi használatban fejlődésspecifikus markerek, valamint tumor- és vércsoportantigének.
Az 1980-as évek közepén felfedezték a fehérjekináz C (PKC) szfingozin általi gátlását. Ez vezetett ahhoz a felismeréshez, hogy a szfingolipidek sejten belüli közvetítő anyagok, úgynevezett második közvetítők is lehetnek. A jelenlegi kutatás központjában a ceramid, illetve ceramid-1-foszfát, valamint a szfingozin, illetve a szfingozin-1-foszfát.
Aminocsoportja révén a szfingozin amidként kötődik egy acilcsoporthoz, például zsírsavhoz. Így a szfingolipidek savas sejtszervecskékben halmozódnak fel, mivel protonálódnak, és többé nem tudnak szabadon a kettős réteg közt diffundálni.
A hibás szfingolipidbontás szfingolipidózishoz vezet.

## Bioszintézis
A szfingolipidek a sejten belül az endoplazmatikus retikulumban és a Golgi-készülékben jönnek létre, azonban a plazmamembránban és az endoszómákban, ahol számos folyamatot töltenek be, tovább alakulnak. Vezikulumok szállítják. A mitokondriumokban és az endoplazmatikus retikulumban a szfingolipidek alig vannak jelen, a plazmamembránban azonban koncentrációjuk 20-35 mol%.
Szerinből és acil-koenzim-A-ból a szerin-palmitoiltranszferáz 3-ketodihidroszfingozint állít elő. A 3-ketodihidroszfingozin-reduktáz dihidroszfingozint és a ceramid-szintáz révén dihidroceramidot állít elő. Ebből a dihidroceramid-deszaturáz a ceramidok alapját állítja elő. A ceramidokból 4 különböző metabolit jöhet létre. A ceramid-szintáz szfingozint állíthat belőlük elő, melyet a szfingozin-kináz szfingozin-1-foszfáttá alakít, mely ismét módosítható etanolaminnal és zsíraldehiddel. A szfingomielin-szintáz szfingomielint, a ceramid-kináz ceramid-1-foszfátot állít belőlük elő. Ezenkívül glikoszfingolipidek is létrejöhetnek ceramidokból.

## Szfingolipidosztályok
A szfingolipideknek három fő típusuk van: a ceramidok és az ezekből levezetett szfingomielinek és glikoszfingolipidek. Ez utóbbiak tovább bonthatók cerebrozidokra és gangliozidokra. Ezek az oxigénhez kötődő csoportjukban térnek el.
A ceramidok a legegyszerűbb szfingolipidek. Ez esetben a csoport csupán egy hidrogénatom, vagyis ez egyszerűen egy zsírsavhoz amidkötéssel kötődő szfingozin. A szfingomielinek foszfokolin- vagy foszfoetanolamin-molekulával rendelkeznek, mely észterként egy ceramid hidroxilcsoportjához kapcsolódik. A glikoszfingolipidek egy vagy több cukormaradékkal rendelkező szfingolipidek, melyek a hidroxilcsoporthoz β-glikozidos kötéssel kapcsolódnak. A cerebrozidok egy glükóz- vagy galaktózmolekulát tartalmaznak maradékként, a gangliozidok legalább 3 cukrot, melyek legalább egyike sziálsav.

## Fordítás
Ez a szócikk részben vagy egészben  a   Sphingolipide című német Wikipédia-szócikk ezen változatának fordításán alapul.  Az eredeti cikk szerkesztőit annak laptörténete sorolja fel. Ez a jelzés csupán a megfogalmazás eredetét és a szerzői jogokat jelzi, nem szolgál a cikkben szereplő információk forrásmegjelöléseként.